# Peromyia centrosa
Peromyia centrosa är en tvåvingeart som beskrevs av Jaschhof 2001. Peromyia centrosa ingår i släktet Peromyia och familjen gallmyggor. Inga underarter finns listade i Catalogue of Life.